# بولرز وارف (ویرجینیا)
بولرز وارف (به انگلیسی: Bowler's Wharf) یک منطقهٔ مسکونی در ایالات متحده آمریکا است که در شهرستان اسکس، ویرجینیا واقع شده‌است. بولرز وارف ۱۰٫۰۶ متر بالاتر از سطح دریا واقع شده‌است.